# Tramp (album)
Tramp je třetí studiové album americké zpěvačky Sharon Van Etten, vydané v únoru 2012 u vydavatelství Jagjaguwar. Producentem alba byl Aaron Dessner a nahráno bylo od října 2010 do července 2011 v jeho domovském studiu. Album vyšlo ve dvou základních verzích, na CD a na LP desce. Obal alba, na němž je černobílá fotografie zpěvačky, odkazuje na obal alba Fear velšského hudebníka Johna Calea z roku 1974. Van Etten rovněž věnovala celé album Caleovi.

## Seznam skladeb
| Pořadí | Název         | Délka |
| ------ | ------------- | ----- |
| 1.     | Warsaw        | 2:29  |
| 2.     | Give Out      | 4:21  |
| 3.     | Serpents      | 3:04  |
| 4.     | Kevin's       | 4:04  |
| 5.     | Leonard       | 3:50  |
| 6.     | In Line       | 4:46  |
| 7.     | All I Can     | 4:56  |
| 8.     | We Are Fine   | 3:51  |
| 9.     | Magic Chords  | 3:58  |
| 10.    | Ask           | 3:24  |
| 11.    | I'm Wrong     | 3:57  |
| 12.    | Joke or a Lie | 4:02  |

## Obsazení
Hudebníci
- Sharon Van Etten – zpěv, kytara, varhany, harmonium
- Aaron Dessner – kytara, baskytara, klávesy, klavír, bicí, bicí automat, perkuse, zvonkohra
- Bryce Dessner – kytara
- Doug Keith – kytara
- Doug Keith – baskytara
- Logan Coale – kontrabas
- Rob Moose – mandolína, housle, viola
- Clarice Jensen – violoncello
- Ben Lanz – pozoun
- Thomas Bartlett – klávesy
- Thomas Bartlett – elektrické piano
- Matt Barrick – bicí
- Bryan Devendorf – bicí
- Jenn Wasner – zpěv
- Julianna Barwick – zpěv
- Zach Condon – zpěv

Technická podpora
- Aaron Dessner – produkce
- Joe Lambert – mastering
- Brian McTear – mixing
- Greg Georgio – mixing
- Peter Katis – mixing
- Jonathan Low – mixing
- Dusdin Condren – fotografie na obalu